# Eulonche insolita
Eulonche insolita là một loài bướm đêm trong họ Noctuidae.